# Uvaria kurzii
Uvaria kurzii là loài thực vật có hoa thuộc họ Na. Loài này được (King) P.T. Li miêu tả khoa học đầu tiên năm 1976.